# Unione Sportiva Livorno 1953-1954
Questa voce raccoglie le informazioni riguardanti l'Unione Sportiva Livorno nelle competizioni ufficiali della stagione 1953-1954.

## Stagione
Sarà il disastroso inizio della stagione 1953-1954 che vede il Livorno raccogliere un punticino nelle prime cinque partite del campionato di Serie C, a pesare sulla classifica a fine stagione, con gli amaranto che chiudono al sesto posto con 38 punti, a sole cinque lunghezze dalla coppia regina del torneo, formata da Parma e Arsenale Taranto, i quali con 43 punti otterranno la promozione in Serie B. L'allenatore Remo Galli che nella sua lunga carriera collezionerà molti successi, a Livorno non ha fortuna, alla quinta partita senza vittorie getta la spugna e viene sostituito da Mario Magnozzi. Un ritorno al passato che non poteva essere più indovinato, la vita sportiva di Magnozzi e quella del Livorno sono legate a filo doppio e l'amore di "motorino" per i colori amaranto, oltre alle sue grandi capacità, portano una carica positiva incredibile. La squadra subirà qualche altra battuta d'arresto, ma dimostrerà tutto il suo valore vincendo a suon di gol il derby esterno con il Pisa, battendo il Parma all'Ardenza ed il Taranto in terra di puglia. Fra le individualità si segnala Romano Taccola III che realizza un bottino di 12 reti.

## Rosa
| N. |                   | Ruolo | Calciatore         |
| -- | ----------------- | ----- | ------------------ |
|    | Italia (bandiera) | C     | Ennio Aliverti     |
|    | Italia (bandiera) | D     | Costanzo Balleri   |
|    | Italia (bandiera) | A     | Nevio Bartolaccini |
|    | Italia (bandiera) | A     | Vito Bernardis     |
|    | Italia (bandiera) | C     | Lorenzo Cappa      |
|    | Italia (bandiera) | D     | Emilio Farina      |
|    | Italia (bandiera) | P     | Renato Giudici     |
|    | Italia (bandiera) | A     | Francesco Grazioli |
|    | Italia (bandiera) | A     | Francesco Iardella |
|    | Italia (bandiera) | A     | Innocenzo Isolani  |

| N. |                      | Ruolo | Calciatore       |
| -- | -------------------- | ----- | ---------------- |
|    | Italia (bandiera)    | D     | Mauro Lessi      |
|    | Italia (bandiera)    | A     | Giuseppe Persi   |
|    | Danimarca (bandiera) | A     | Leif Petersen    |
|    | Italia (bandiera)    | C     | Leo Picchi       |
|    | Italia (bandiera)    | P     | Giacomo Poli     |
|    | Italia (bandiera)    | A     | Giuseppe Rinaldi |
|    | Italia (bandiera)    | D     | Pietro Salvador  |
|    | Italia (bandiera)    | D     | Alfredo Simonti  |
|    | Italia (bandiera)    | C     | Marcello Taccola |
|    | Italia (bandiera)    | A     | Romano Taccola   |

## Risultati

### Girone di andata
| Arbitro: | Griggi (Brescia) |

|                               |           |                      |
| Colosio 8’, 80’ Scroccaro 13’ | Marcatori | 14’, 43’ Taccola III |

| Livorno 20 settembre 1953 2ª giornata | Livorno               | 0 – 0 | Lucchese | Stadio Comunale\| Arbitro: \| De Gregorio (Legnano) \| |
| Arbitro:                              | De Gregorio (Legnano) |       |          |                                                        |

| Arbitro: | Occhinegro (Taranto) |

|                          |           |  |
| Fontana 74’ Zucchini 80’ | Marcatori |  |

| Arbitro: | Famulari (Messina) |

|                    |           |  |
| Ziletti 13’ (rig.) | Marcatori |  |

| Arbitro: | Fornari (Bologna) |

|                 |           |                         |
| Taccola III 26’ | Marcatori | 1’ Bozzato 9’ Bislenghi |

| Arbitro: | Griggi (Brescia) |

|                          |           |  |
| Grazioli 54’ Balleri 66’ | Marcatori |  |

| Arbitro: | Bonetto (Torino) |

|                 |           |                                               |
| Massagrande 44’ | Marcatori | 16’ Taccola III 27’ Grazioli 43’ Bartolaccini |

| Arbitro: | Grillo (Afragola) |

|                         |           |             |
| Bartolaccini 27’ (rig.) | Marcatori | 9’ Genovesi |

| Arbitro: | Ferrari (Milano) |

|                |           |  |
| Korostelev 67’ | Marcatori |  |

| Arbitro: | Pasini (Novara) |

|                    |           |  |
| Bernardis 20’, 83’ | Marcatori |  |

| Maglie 29 novembre 1953 11ª giornata | Toma Maglie     | 0 – 0 | Livorno | Stadio Antonio Tamborino Frisari\| Arbitro: \| Caputo (Napoli) \| |
| Arbitro:                             | Caputo (Napoli) |       |         |                                                                   |

| Arbitro: | Moriconi (Roma) |

|              |           |  |
| Grazioli 20’ | Marcatori |  |

| Arbitro: | Famulari (Messina) |

|                  |           |  |
| Bartolaccini 12’ | Marcatori |  |

| Arbitro: | Menchini (Udine) |

|                |           |                 |
| Zucchinali 74’ | Marcatori | 26’ Taccola III |

| Arbitro: | Griggi (Brescia) |

|              |           |             |
| Di Fraia 13’ | Marcatori | 52’ Rinaldi |

| Arbitro: | Pasini (Novara) |

|           |           |                                     |
| Persi 78’ | Marcatori | 32’ Lepre 65’ Ferretti 81’ Traini I |

| Arbitro: | Savi (Bergamo) |

|             |           |                          |
| Rizzato 80’ | Marcatori | 5’ Taccola III 21’ Persi |

#### Girone di ritorno
| Arbitro: | Smorto (Reggio Calabria) |

|                        |           |              |
| Petersen 15’ Cappa 90’ | Marcatori | 32’ Bizzarri |

| Arbitro: | Famulari (Messina) |

|              |           |           |
| Baccalini 2’ | Marcatori | 30’ Cappa |

| Arbitro: | Gemini (Roma) |

|                                                         |           |              |
| Cappa 12’ Taccola III 22’ Grazioli 53’ Bartolaccini 75’ | Marcatori | 18’ Petrozzi |

| Arbitro: | Gronda (Milano) |

|              |           |           |
| Grazioli 23’ | Marcatori | 68’ Corti |

| Arbitro: | Perucci (Verona) |

|                                        |           |  |
| Stabellini 14’ Frigo 36’ Bislenghi 47’ | Marcatori |  |

| Arbitro: | Smorto (Reggio Calabria) |

|                |           |                             |
| Castignani 11’ | Marcatori | 4’ Grazioli 81’ Taccola III |

| Arbitro: | Pavoni (Bergamo) |

|                           |           |  |
| Simonti 68’ Bernardis 85’ | Marcatori |  |

| Arbitro: | De Gregorio (Legnano) |

|                                      |           |                                       |
| Genovesi 24’ Dal Bon 41’ Soraggi 89’ | Marcatori | 9’, 15’, 32’ Taccola III 73’ Grazioli |

| Arbitro: | Canepa (Genova) |

|               |           |  |
| Bernardis 80’ | Marcatori |  |

| Sanremo 4 aprile 1954 27ª giornata | Sanremese      | 0 – 0 | Livorno | Stadio Comunale\| Arbitro: \| Boati (Milano) \| |
| Arbitro:                           | Boati (Milano) |       |         |                                                 |

| Arbitro: | Savi (Bergamo) |

|                                                              |           |  |
| Bartolaccini 6’ (rig.) Balleri 17’ Cappa 60’ Taccola III 62’ | Marcatori |  |

| Arbitro: | Menchini (Udine) |

|                          |           |  |
| Maluta 5’ Malinverni 10’ | Marcatori |  |

| Lecco 2 maggio 1954 30ª giornata | Lecco            | 0 – 0 | Livorno | Stadio Mario Rigamonti\| Arbitro: \| Bonetto (Torino) \| |
| Arbitro:                         | Bonetto (Torino) |       |         |                                                          |

| Livorno 9 maggio 1954 31ª giornata | Livorno      | 0 – 0 | Piacenza | Stadio Comunale\| Arbitro: \| Adami (Roma) \| |
| Arbitro:                           | Adami (Roma) |       |          |                                               |

| Arbitro: | Guarnaschelli (Pavia) |

|                                                |           |  |
| Grillone 49’ Gagliardi 66’ (rig.) Di Fraia 87’ | Marcatori |  |

| Arbitro: | Savi (Bergamo) |

|  |           |           |
|  | Marcatori | 36’ Persi |

| Arbitro: | Caputo (Napoli) |

|                            |           |                                 |
| Bernardis 59’ Aliverti 76’ | Marcatori | 41’ Dioni 47’, 54’, 57’ Rizzato |